# Crassula saxifraga
Crassula saxifraga (лат.) — вид суккулентных растений рода Толстянка (Crassula) семейства Толстянковые (Crassulaceae), естественно произрастающий на территории Капской провинции Южно-Африканской Республики.

## Название
Родовое латинское название Crassula происходит от латинского слова crassus, — «толстый», в основном из-за присутствия у растений этого рода сочных листьев.
Видовой латинский эпитет saxifraga (saxifragus) происходит от лат. saxum — «камень» и лат. frangere – «ломать», что связано с произрастанием этого растения в щелинах скал. Не следует путать с родом Saxifraga.

## Ботаническое описание
Клубневые геофиты с прямостоячими неразветвленными стеблями до 15 см высотой; корневище разветвленное с несколькими шаровидными клубнями и мочковатыми придаточными корнями. Листья в 1–2 парах, размером 1–5 х 3–12 см, уплощенные, поперечно-обратно-яйцевидные, сидячие, по краю городчатые или дважды городчатые, поверхность голая, снизу редко пурпурно-зеленая, с тупым или подострым кончиком.

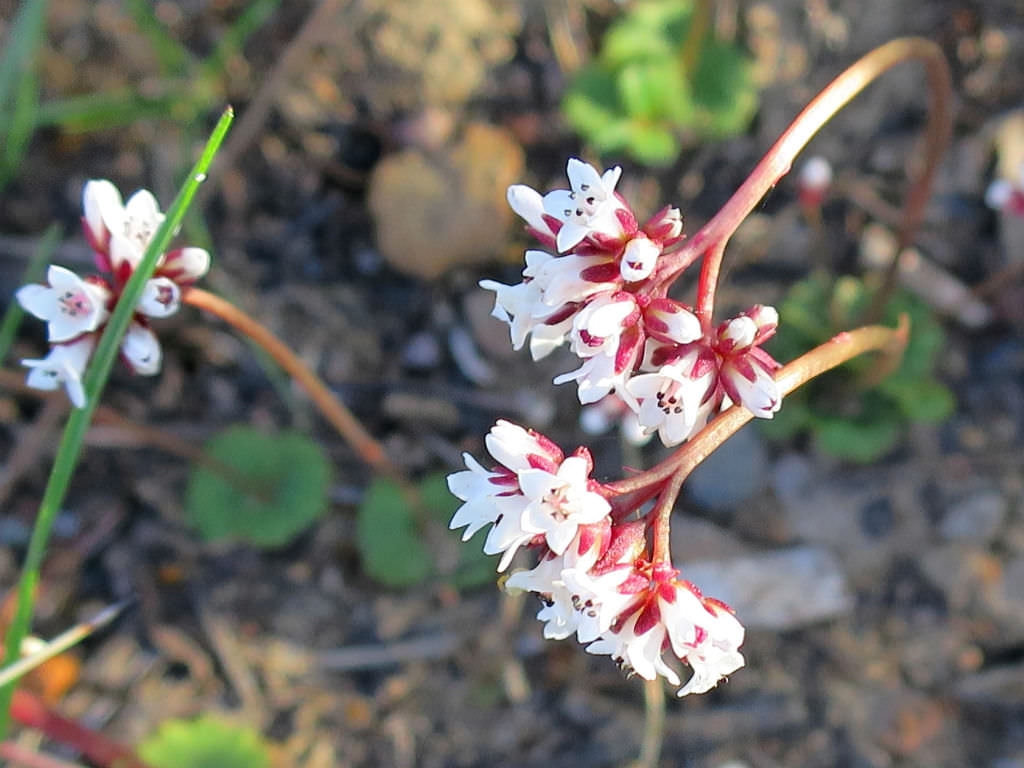
Соцветия

Соцветия верхушечные, зонтиковидные, на цветоносе до 25 см высотой. Цветки: чашелистики треугольные, до 3 мм; венчик 5-членный, трубчатый, белый с розовым оттенком; лепестки обратноланцетные, до 7,5 мм, с кончиками от подострых до закругленных, от раскидистых до загнутых назад; пыльники коричневые.
Время цветения: с осени до середины зимы.

## Таксономия

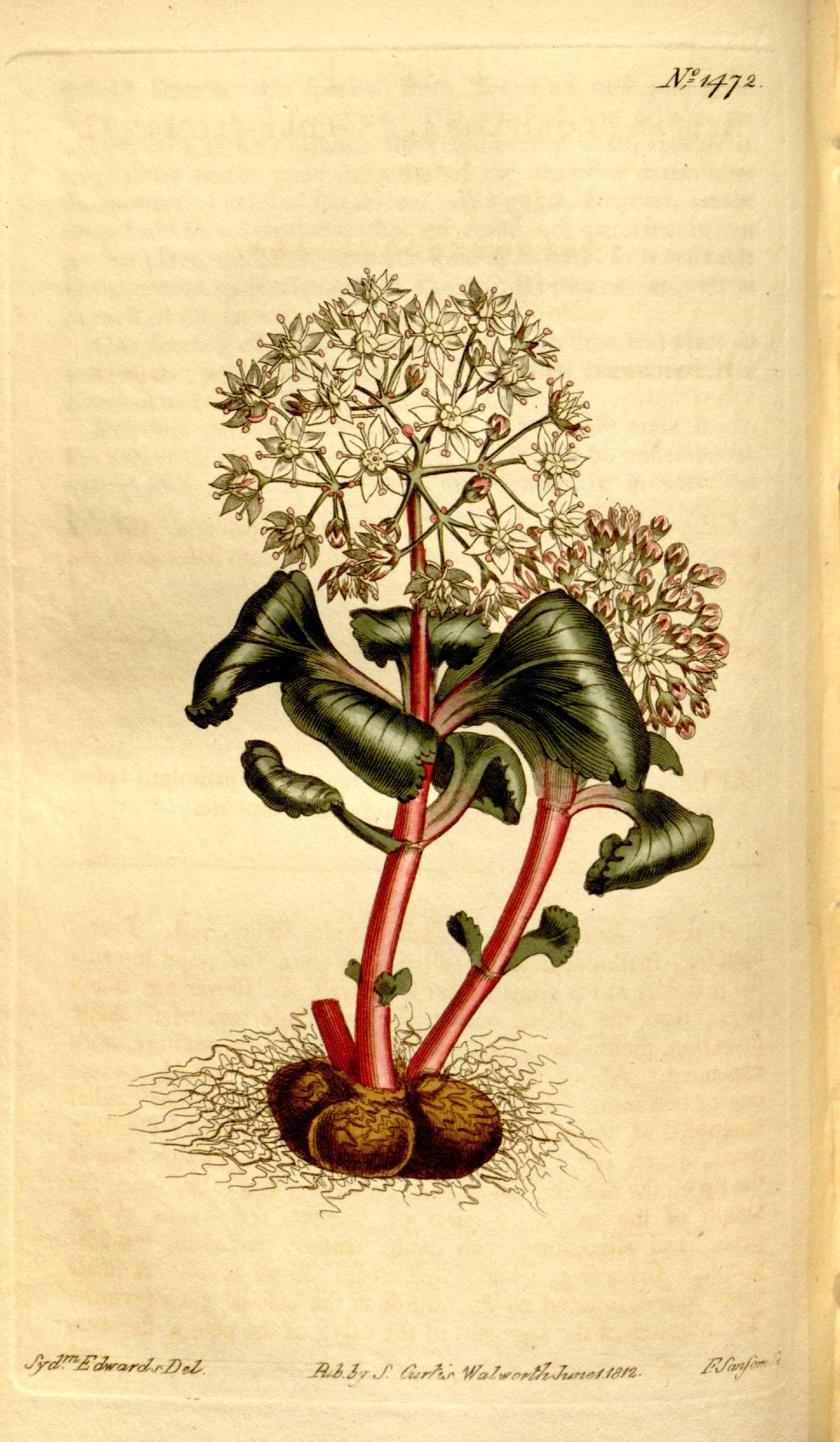
Ботаническая иллюстрация

Crassula saxifraga Harv., первое упоминание в W.H.Harvey & auct. suc. (eds.), Fl. Cap. 2: 357 (1862).

### Синонимы
Гомотипные (основанные на одном и том же номенклатурном типе):
- Septas saxifraga (Harv.) P.V.Heath

Гетеротипные (основанные на разных номенклатурных типах):
- Septas globifera Eckl. & Zeyh. ex Harv.